# ماثيو بارني (ملاكم)
ماثيو بارني (بالإنجليزية: Matthew Barney)‏ مواليد 25 يونيو 1974، هو ملاكم محترف بريطاني يصنف ضمن فئة وزن خفيف الثقيل.

## إحصائيات
خاض خلال مسيرته 37 نزالا، فاز في 26 وتعادل في 1 وخسر في 10. فاز بالضربة القاضية في 6 نزالات.

## روابط خارجية
- ماثيو بارني على موقع بوكس ريك (الإنجليزية) (registration required)